# Autechre
Az Autechre egy Manchesteri IDM zenész formáció. 1987-ben alapította két barát, név szerint Rob Brown és Sean Booth. Ahogy mondják, az Autechre nevet ahányan látják, annyiféleképpen ejtik, ők maguk ’ó-tek-ör’-nek (’awe-tek-er’).

## Stílusuk
Habár zenéjükben egy erős ritmikus elem lelhető fel, az ütemek komplexitása és a digitális textúrák inkább a home listening, mintsem a tánczene irányába viszik el. A vélemények megoszlanak a zenéjükről: első hallásra véletlenszerűnek, kaotikusnak tűnik, de sokszori hallgatás után egyre inkább felfedezhető benne az erős strukturáltság; még a rajongók közt is ugyanúgy vannak olyanok, akik a hideg és kemény jelzőkkel illetik, míg mások meleg és szentimentális zenének írják le.
A kezdeti ambientes megszólalás fokozatosan alakult át komplexebb ritmusú szinte rideg hangfolyammá. A zenéjük értelmezésénél fontos momentum a tér szerepe. Ha az építészetet a zene nyelvére fordítanák le pontosan úgy szólna mint az Autechre. Lemezeik időrendi fejlődése logikus konstrukció. Csúcsművük a Tri Repetae++, amely egyesíti a később eluralkodó dekonstruált hangzást a korai (Incunabula, Amber) ambientes textúrákkal.
Összhangban az egyedi hangzásukról megjelent írásokkal, az Autechre maga bizonyítja, hogy habár a mai művészeknek elképesztő mennyiségű eszköz áll rendelkezésre, különösképp az elektronika terén, nem mondható, hogy bármely együttes képes úgy hangozni, mint bármely másik. Bizonyították azt is, hogy ki lehet alakítani egy teljesen egyedi hangzást úgy, hogy abban egyszerre jelen legyen a mélyebb jelentés, lélek és a kísérleti jelleget is megőrizze.
Számos álnév alatt is alkottak, valószínű azért, hogy a média és a rajongók figyelme alól kiszakadhassanak.

## Diszkográfia

### Nagylemezek
- Incunabula (1993)
- Amber (1994)
- Tri Repetae (1995)
- Chiastic Slide (1997)
- LP5 (1998)
- Confield (2001)
- Draft 7:30 (2003)
- Untilted (2005)
- Quaristice (2008)
- Oversteps (2010)
- Exai (2013)
- AE_LIVE (2015)
- elseq 1–5 (2016)
- NTS Sessions 1-4 (2018)
- AE_LIVE 2016/2018 (2020)
- SIGN (2020)
- PLUS (2020)

### Kislemezek
- Basscadet (1993)
- Anti EP (1994)
- Garbage (1995)
- Anvil Vapre (1995)
- We R are why / Are Y are we? (1996)
- Cichli suite (1997)
- Envane (1997)
- Peel sessions (1998; felvételek, melyek eredetileg John Peel rádióműsorában készültek 1995-ben)
- EP7 (1999)
- Splitrmx 12 (1999)
- Peel sessions 2 (2000; ld. Peel sessions-nél)
- Gantz graf (2002)
- Move of Ten (2010)
- L-Event (2013)